# Organizația pentru Eliberarea Palestinei

Organizația pentru Eliberarea Palestinei

Organizația pentru Eliberarea Palestinei (arabă: ‏منظمة التحرير الفلسطينية ‎ Munaẓẓamat at-Taḥrīr al-Filasṭīniya) abreviată  OEP sau PLO (din engleză: Palestine Liberation Organization) este denumirea pe care o poartă organizația - cadru politică și paramilitară a arabilor palestinieni, formată din mișcarea Fatah (cea mai influentă), Frontul Popular de Eliberare a Palestinei, Frontul Democrat pentru Eliberarea Palestinei și alte facțiuni palestiniene.
Întemeiată la 2 iunie 1964 la Ierusalim, în partea de est a orașului, pe atunci parte a Regatului Iordaniei, ea și-a fixat drept obiective, la vremea respectivă, reprezentarea politică a arabilor palestinieni și lupta armată împotriva Israelului până la lichidarea acestuia.
Conducătorii organizației au fost Ahmed Al Shukeiri, apoi Yasser Arafat, iar în prezent Mahmud Abbas.
În anul 1993  prin Acordurile de la Oslo, Organizația de Eliberare a Palestinei a recunoscut Israelul printr-o scrisoare oficială adresată premierului israelian Itzhak Rabin.
Israelul a recunoscut și el, în consecință, OEP ca reprezentant legitim al poporului arab  palestinian.
În fruntea organizației se află un Comitet Executiv al OEP, precum și un parlament numit Consiliul Național Palestinian.
Organizația a fost condusă până în noiembrie 2004 de către Yasser Arafat, care a contribuit la transformarea ei într-o mișcare națională și la înfiriparea ideii unui stat arab palestinian independent și de sine stătător.
În timpul lui Arafat, Organizația pentru Eliberarea Palestinei a avut multă vreme un caracter radical, fiind implicată în numeroase atacuri, multe din ele cu caracter terorist, asupra unor obiective și cetățeni și militari ai Israelului. Ca nou președinte al OEP, după moartea lui Arafat a fost ales Mahmud Abbas, care a trebuit să se confrunte cu consecințele deteriorării relațiilor cu Israelul în urma atentatelor, multe din ele sinucigașe, din vremea așa numitei intifade din anii 2000-2004 și cu creșterea în rândurile publicului palestinian a ponderii mișcării islamiste rivale Hamas, apropiată de mișcarea fundamentalistă, veterană în regiune, a Fraților Musulmani.

## Anii 1960
Organizația de Eliberare a Palestinei a luat ființă la 2 iunie 1964, din inițiativa statelor arabe in frunte cu președintele Republicii Arabe Unite,(denumirea de atunci a Egiptului), Gamal Abdel Nasser. Organizația era menită să concentreze acțiunile politice  și paramilitare ale arabilor palestinieni în lupta împotriva Israelului. Conducătorii statelor arabe sperau de asemenea ca prin înființarea acestei mișcări-cadru să canalizeze aspirațiile arabilor palestinieni, mare parte din ei refugiați în tabere pe teritoriul statelor lor, de o manieră menită să evite destabilizarea situației politice din propriile țări.
Regatul Iordaniei, a cărui populație era în număr mare arabă palestiniană, și pe teritoriul căruia, în Ierusalimul de est, s-a decis întrunirea de constituire a OEP, era mai puțin entuziasmată și nu a permis ca aceasta să se țină în preajma Moscheii Al-Aqsa, cum aveau de gând organizatorii. Congresul s-a întrunit în cele din urmă la 28 mai 1964 la Hotelul Intercontinental de pe Muntele Măslinilor, iar Comitetul Executiv al OEP și a ținut prima sedința la 9 august 1964.
În fruntea organizației a fost ales Ahmed Al Shukeiri.
În cursul congresului a fost adoptat programul cunoscut sub numele de Carta Palestiniană, corectată în 1968 prin câteva detalii tehnice. Această cartă definea cine este palestinian, afirma la dreptul unic al poporului palestinian la teritoriul întregii Palestine și stabilea că acest drept va fi obținut numai pe calea luptei armate împotriva Israelului.
În urma înfrângerii statelor arabe beligerante în Războiul arabo-israelian din 5-10 iunie 1967, cunoscut ca Războiul de Șase Zile, teritoriile Cisiordaniei și Fâșiei Gaza, cu însemnata lor populație palestiniană, au ieșit de sub controlul Iordaniei, respectiv al Egiptului, și au intrat sub regim de ocupație militară israeliană, sub care se găsesc și în prezent.
Treptat, a avut loc o creștere a prestigiului organizațiilor numite „de rezistență” din cadrul OEP, ca de pildă Fatah și Frontul Popular de Eliberare a Palestinei, în defavoarea vechii conduceri naționaliste tradiționale. În iulie 1968 organizațiile de rezistență menționate au obținut majoritatea în Consiliul Național Palestinian, întrunit în exil, iar la 3 februarie 1969 în fruntea OEP a fost ales conducătorul mișcării Fatah, Yasser Arafat.

## Anii 1970
În anii 1970, centru principal al Organizației pentru Eliberarea Palestinei s-a aflat în Regatul Iordaniei, care, în urma înfrângerii în Războiul de Șase Zile rămăsese cu teritoriul de la est de Iordan (fosta  Transiordanie). De pe teritoriul Iordaniei, OEP a organizat incursiuni ale unor militanți precum și tiruri de mitraliere în teritoriul Israelului. În urma unor astfel de acțiuni, soldată în mod invevitabil cu reacția de represalii a Israelului, au rezultat fricțiuni dintre care cea mai renumită a fost așa numita  bătalie de la Karame (1968), dupa termenul palestinian, sau acțiune de la Karame, potrivit denumirii israeliene.
 
În anii 1968-1970 organizația Frontului Popular de Eliberare a Palestinei de sub conducerea dr. George Habash s-a remarcat prin mai multe răpiri de avioane israeliene și occidentale precum și atentate pe aeroporturi.
În anul 1970 OEP a încercat, cu sprijinul Siriei, să organizeze răsturnarea regimului iordanian. În urma acestei tentative, regele Hussein al Iordaniei a luat măsuri dure de reprimare a activității OEP în Iordania. În septembrie 1970 („Septembrie cel negru”) trupele Legiunii Iordaniene au pătruns în taberele de refugiați palestineni care serveau drept baze ale OEP, au ucis câteva mii dintre aceștia și au izgonit pe luptătorii OEP și conducerea lor în Liban.

În anii următori conducerea politică și paramilitară a OEP s-a consolidat pe teritoriul Libanului, de unde a organizat numeroase acțiuni peste hotare contra unor obiective și cetățeni ai Israelului.
 
O parte din acestea au fost încredințate unui grup numit „Septembrie Negru”, controlat de mișcarea Fatah. Așa a fost atacul asupra sportivilor israelieni în satul olimpic în timpul Olimpiadei de la München.
În urma acestei acțiuni au murit 11 dintre sportivii delegației israeliene.

Frontul Popular de Eliberare a Palestinei, care se declara marxist-leninist , a fost implicat în noi atacuri contra aviației, adesea cu concursul unor organizații cu ideologie radicală similară din afara lumii arabe, ca de pildă în atacul din 1972, efectuat de un terorist din Armata Stelei Roșii japoneze împotriva pasagerilor din aeroportul Lod în Israel.
Alte atacuri cu luări de ostatici pe teritoriul Israelului au fost opera Frontului Democratic pentru Eliberarea Palestinei, de asemenea cu ideologie declarata de stânga, de sub conducerea lui Nayef Hawathmeh (de pildă, atacul asupra unei școli din așezarea Maalot din nordul Israelului).
În anul 1974 Liga Arabă a adoptat hotârarea prin care a recunoscut Organizația de Eliberare a Palestinei ca unicul reprezentant legitim al poporului arab palestinian. Iordania a început prin aceasta un proces prin care a renunțat la teritoriile pe care le-a ocupat în Cisiordania în 1948 și pe care le-a pierdut în iunie 1967, desi și-a păstrat multă vreme o poziție privilegiată în raport cu administrarea și stabilirea viitorului locurilor sfinte islamice din Ierusalim. 
Au fost anumite tentative de contestare a consecințelor acestei hotărâri - din partea președintelui egiptean Anwar Sadat în 1977 și din partea Siriei în anii 1976 - 1982, dar ea a rămas validă până în zilele noastre. 
În urma hotărârii Ligii Arabe, au luat ființă unități ale Armatei de Eliberare a Palestinei în cadrul armatelor din diverse țări arabe.
În 1974 OEP a adoptat un plan de strategie în etape a luptei contra Israelului.
În cadrul acestuia și-a găsit locul nu numai efortul militar, ci și mijloace diplomatice al caror tel era eliberarea oricărei bucăți de pamant palestinian ca etapă în calea eliberarii întregii Palestine. Aceasta a permis abordarea unor canale diplomatice de negociere cu factori politici din lume și chiar din Israel, ca de pildă unii reprezentanți evrei ai opoziției de stânga radicale necomuniste din această țară.
În anul 1977 președintele Egiptului, Sadat, a propus un plan de stabilire a unei autonomii palestiniene in Cisiordania și Fâșia Gaza cu ocazia acordului de pace dintre Egipt și Israel.
La vremea respectivă OEP a respins propunerea, considerând ca este urmarea unei uneltiri israeliene destinate să mulțumească partea egipteană.
Fără concursul OEP, au continuat totuși negocieri între Egipt si Israel asupra ideii stabilirii acestei autonomii palestinene, dar au fost suspendate prin 1980, iar oficial în 1982, din cauza izbucnirii Războiului din Liban în iunie 1982.
1. ↑   https://remix.aljazeera.com/aje/PalestineRemix/plo.html, accesat în 1 martie 2024 Lipsește sau este vid: |title= (ajutor)
2. ↑   https://www.all4palestine.org/ModelDetails.aspx?gid=14&mid=77730&lang=en, accesat în 1 martie 2024 Lipsește sau este vid: |title= (ajutor)